# Sarcophaga sabiensis
Sarcophaga sabiensis är en tvåvingeart som beskrevs av Zumpt 1953. Sarcophaga sabiensis ingår i släktet Sarcophaga och familjen köttflugor. Inga underarter finns listade i Catalogue of Life.